# Tracey Martin
Tracey Martin (nascuda a Levin) és una política neozelandesa i diputada de la Cambra de Representants de Nova Zelanda des de les eleccions de 2011. És membre de Nova Zelanda Primer i des de l'octubre de 2013 n'és la Líder Segona.

## Inicis
Martin va néixer a Levin de mare professora de primària i pare venedor d'alcohol. Quan Martin era petita es van mudar a Auckland. Allí va realitzar els seus estudis secundaris al Col·legi de la Badia Llarga (Long Bay College). Martin ha treballat com a cambrera, hotelera i secretària.
En les eleccions locals de 2010 Martin fou elegida regidora pel Consell Comunitari de Rodney, al nord d'Auckland.

## Diputada
| Parlament de Nova Zelanda |      |                |        |           |
| Anys                      | Leg. | Circumscripció | Llista | Partit    |
| 2011-actualitat           | 50   | Llista         | 2      | NZ Primer |

En les eleccions generals de 2008 Martin fou la candidata de Nova Zelanda Primer a la circumscripció electoral de Rodney. Quedà en cinquè lloc amb el 4,26% del vot; en primer lloc quedà Lockwood Smith del Partit Nacional amb el 60,41% del vot. Martin no fou elegida per la llista electoral del seu partit, ja que Nova Zelanda Primer no va aconseguir arribar a la barrera electoral del 5%.
En les eleccions de 2011 de nou fou la candidata pel partit a Rodney. De nou va quedar cinquena, aquest cop amb tan sols el 3,90% del vot. En primer lloc va quedar Mark Mitchell del Partit Nacional amb el 53,54% del vot. En aquestes eleccions Nova Zelanda Primer sí va aconseguir ser elegit, al rebre el 6,59% del vot i 8 escons. Al trobar-se segona en la llista electoral del partit, Martin fou elegida diputada de llista.
El 24 d'octubre de 2013 fou elegida com a Líder Segona de Nova Zelanda Primer pels diputats del partit.

## Vida personal
Martin està casada i té tres fills.